# El Santuario, San Luis Potosí
El Santuario är en ort i Mexiko.   Den ligger i kommunen San Luis Potosí och delstaten San Luis Potosí, i den centrala delen av landet, 400 km nordväst om huvudstaden Mexico City. El Santuario ligger 1 719 meter över havet och antalet invånare är 425.
Terrängen runt El Santuario är platt åt nordost, men åt sydväst är den kuperad. Runt El Santuario är det tätbefolkat, med 591 invånare per kvadratkilometer. Närmaste större samhälle är Ahualulco, 19,2 km sydväst om El Santuario. Omgivningarna runt El Santuario är i huvudsak ett öppet busklandskap.